# Indigofera lotononoides
Indigofera lotononoides är en ärtväxtart som beskrevs av Baker f. Indigofera lotononoides ingår i släktet indigosläktet, och familjen ärtväxter. Inga underarter finns listade i Catalogue of Life.